# Рок на века
«Рок на века» (англ. Rock of Ages) — фильм-мюзикл режиссёра Адама Шенкмана по одноимённому бродвейскому мюзиклу. Изначально фильм планировали выпустить в 2011 году, но в итоге премьера в США состоялась 15 июня 2012 года, в России — 14 июня. Все песни фильма являются каверами глэм-метал- и АОР-хитов 1980-х.
Главные роли в фильме сыграли кантри-певица Джулианна Хаф и Диего Бонета, а в состав ансамбля вошли Рассел Брэнд, Пол Джаматти, Кэтрин Зета-Джонс, Малин Акерман, Мэри Джей Блайдж, Брайан Крэнстон и Том Круз. В фильме звучат композиции таких рок-групп, как Def Leppard, Journey, Scorpions, Poison, Foreigner, Guns N' Roses, Pat Benatar, Joan Jett, Bon Jovi, David Lee Roth, Twisted Sister, Whitesnake и других.
Фильм получил смешанные отзывы, набрав 41 % на основе 208 рецензий на сайте Rotten Tomatoes. В особенности положительно отзывались об игре Тома Круза. Саундтрек к фильму также был хорошо встречен критиками и получил статус золотого в Канаде.

## Сюжет
Фильм в комедийной форме воплощает атмосферу 1980-х вслед за оригиналом, который считается одним из самых лёгких и позитивных бродвейских мюзиклов.
Действие фильма происходит в 1987 году. Шерри Кристиан приезжает в Лос-Анджелес, на Сансет-стрип, из Оклахомы с мечтами стать певицей. Тем временем Дрю Боли готовится к ночной смене, он работает помощником бармена в знаменитом баре The Bourbon Room. Шерри идёт по улице и у неё крадут чемодан. Это видит Дрю и пытается поймать грабителя, но у него ничего не выходит. Ему жаль Шерри, и узнав, что она только приехала из другого штата и у неё ничего нет, он помогает ей устроиться официанткой в The Bourbon Room.
У бара большие финансовые проблемы, и поэтому владелец Деннис Дюпри и его помощник Лонни Барнетт пытаются найти деньги, чтобы выплатить налоги. Они решают пригласить рок-звезду Стейси Джексса, который готовится дать последний концерт со своей группой Арсенал. Узнав о предстоящем концерте, религиозная и консервативная жена мэра Патриция Уитмор собирается организовать протест перед баром.
Дрю и Шерри влюбляются друг в друга, и Дрю признаётся, что начал писать песню о Шерри. В день концерта Арсенала Деннис узнаёт, что группа на разогреве отказалась выступать. Шерри убеждает Денниса дать шанс Дрю и его группе, Вулфганг Фон Кольт.
Стейси приезжает в бар, но перед выступлением у него запланировано интервью с Констанс Сак из журнала Rolling Stone. В ходе интервью Констанс упоминает о слухах, которые утверждают, что со Стейси стало тяжело работать, и намекает, что на самом деле Джексса выгнали из группы. Стейси заканчивает интервью, но журналистка приходит в негодование и говорит, что когда-то он был великим музыкантом, однако скоро о нём все забудут. Стейси выгоняет всех из гримёрной, чтобы разобраться с Констанс лично.
Пока он рассказывает о себе, он осознаёт, что Констанс — единственная, кто когда-либо понимал его. Стейси уже почти был готов соблазнить её, но они оба понимают, что это было бы ошибкой, и Констанс уходит.
Позже в гримёрную заходит Шерри и приносит бутылку скотча, которую до этого просил Стейси. Она нечаянно её роняет, и та разбивается вдребезги. Шерри пытается убрать осколки и без конца извиняется за свою неловкость. Стейси говорит, что всё в порядке. После этого они оба выходят из гримёрной, и Стейси застёгивает ширинку. Это происходит на глазах у Дрю, и он думает, что Шерри изменила ему. После выступления Дрю разрывает отношения с Шерри и уходит с работы, поскольку менеджер Стейси Джексса предложил Дрю контракт со звукозаписывающей компанией.
Шерри также увольняется. Она получает работу официантки в местном стрип-клубе, но потом становится и стриптизёршей.
К своему разочарованию Дрю узнаёт, что ему придётся сменить имидж рок-звезды, чтобы стать лидером бой-бэнда.
Стейси узнаёт, что Пол украл всю выручку с концерта в The Bourbon Room, и увольняет своего менеджера. Но вскоре Полу удаётся организовать концерт для группы Дрю. Пол звонит Деннису и лжёт, что Стейси Джексс даст ещё один концерт в баре, а все деньги они смогут забрать себе. Поскольку дела бара плохи, Деннис соглашается.
Расстроенная Шерри приходит к голливудскому знаку на холмах, куда они раньше приходили вместе с Дрю. К её удивлению, Дрю тоже там, и у них завязывается разговор. Дрю понимает, что у Шерри никогда ничего не было со Стейси Джекссом. Он признаётся ей, что теперь поёт в бой-бэнде, а Шерри говорит, что работает стриптизёршей и хочет вернуться домой в Оклахому. Дрю даёт Шерри диск с законченной песней, которую он когда-то начал писать, и она уходит.
Тем временем Стейси Джексс не может забыть Констанс и звонит в редакцию журнала. Секретарь говорит ему, что она делает репортаж на концерте Стейси Джексса в The Bourbon Room, и Стейси направляется к бару.
Дрю находит украденные пластинки Шерри в магазине Tower Records, куда они заходили в первый вечер знакомства. Он покупает их и оставляет для Шерри в стрип-клубе.
Перед баром Патриция Уитмор организовала акцию протеста; протестующие спорят с фанатами Стейси Джексса под предводительством Лонни. Тут появляется Стейси, замечает Патрицию и называет её Пэтти, явно узнав её. После этого Лонни тоже воспоминает её на фото Стейси в окружении групи, которое он видел в буклете одной из старых пластинок Арсенала, и демонстрирует его перед телевизионной камерой.
Стейси находит в толпе Констанс и целует её, а телохранители Стейси возвращают Деннису украденные деньги.
Дрю со своей группой Зи Гаайзз начинает выступать, но зрители-рокеры недовольны музыкой и забрасывают группу мусором. Увидев в толпе Шерри, Дрю спускается к ней со сцены, и они мирятся. Дрю разрывает контракт с Полом. Шерри поднимается на сцену и начинает петь песню, которую написал Дрю. В итоге он присоединяется к Шерри вместе со своей старой группой, Вулфганг Фон Кольт. Песню слышит Стейси Джексс, и она ему очень нравится.
Стейси Джексс возвращается в Арсенал, и восемь месяцев спустя на стадионе Доджер-стэдиум группа даёт концерт вместе с Дрю и Шерри, которая присоединилась к группе Дрю. На концерте также присутствуют Деннис, Лонни, Джастис, беременная Констанс и Патриция, которая вернулась к своему рок-образу.

## В ролях
Главные персонажи
- Том Круз[3] — Стейси Джексс
- Джулианна Хаф — Шерри Кристиан
- Диего Гонсалес Бонета[4] — Дрю Боли
- Рассел Бренд[5] — Лонни Барнетт
- Алек Болдуин[6] — Деннис Дюпри
- Брайан Крэнстон[7] — мэр Майк Уитмор
- Кэтрин Зета-Джонс[8] — Патриция Уитмор
- Мэри Джей Блайдж[9] — Джастис Чарлир
- Пол Джаматти[10] — Пол Гилл
- Малин Акерман[11] — Констанс Сак

Персонажи второго плана
- Уилл Форте — Митч Майли
- Кевин Нэш и Джефф Чейз — телохранители Стейси Джексса
- Ти Джей Миллер — секретарь в журнале Rolling Stone
- Энн Флетчер — мать из группы протестующих
- Аня Гарнис — Дестини
- Джош Рэндалл, Джон Маунтфорд и Элгин Кос Апонте — Донни, Джоуи Зи и Кеви — Зи Гаайзз
- Селина Бич — секретарь мэра Уитмора

Эпизодические роли знаменитостей
- Константин Марулис (исполнил роль Дрю в бродвейском мюзикле) — представитель компании Capitol Records во время песни «Any Way You Want It»
- Кевин Кронин из группы REO Speedwagon
- Себастьян Бах из группы Skid Row
- Дебора «Дебби» Гибсон
- Нуно Беттанкур
- Джоэл Хекстра из группы Night Ranger (соавтор песни «Sister Christian»; играл на гитаре в мюзикле)
- Porcelain Black
- Элай Рот — Стефано, режиссёр видеоклипа группы Зи Гаайзз
- Кидус Хенок

## Музыка

### Музыкальные номера
1. «Paradise City» (начальные титры) — Стейси Джексс
2. «Sister Christian/Just Like Paradise/Nothin' but a Good Time» — Шерри, Дрю, Лонни, Деннис
3. «Juke Box Hero/I Love Rock 'n' Roll» — Дрю, Шерри, Лонни, Деннис
4. «Hit Me with Your Best Shot» — Патриция
5. «Waiting for a Girl (Boy) Like You» — Дрю, Шерри
6. «More Than Words/Heaven» — Шерри, Дрю
7. «Wanted Dead or Alive» — Стейси Джексс, Шерри
8. «I Want to Know What Love Is» — Стейси Джексс, Констанс Сак
9. «I Wanna Rock» — Дрю и его группа Вулфганг Фон Кольт
10. «Pour Some Sugar on Me» — Стейси Джексс
11. «Harden My Heart» — Шерри, Джастис, Стейси Джексс
12. «Shadows of the Night/Harden My Heart» — Джастис, Шерри
13. «Here I Go Again» — Дрю, Пол, Шерри, Джастис, Стейси Джексс
14. «Can’t Fight This Feeling» — Лонни, Деннис
15. «Any Way You Want It» — Джастис, Шерри, Пол, Дрю
16. «Undercover Lover» — Дрю, Зи Гаайзз, Шерри
17. «Every Rose Has Its Thorn» — Шерри, Дрю, Стейси Джексс, Джастис
18. «Rock You Like a Hurricane» (расширенная версия) — Шерри, Стейси Джексс
19. «We Built This City/We’re Not Gonna Take It» — Лонни, Патриция
20. «Don’t Stop Believin’» — Шерии, Дрю, Стейси Джексс, Деннис, Лонни, Джастис, Патриция
21. «Paradise City» (финальные титры) — Стейси Джексс
22. «Rock You Like a Hurricane» (финальные титры) — Шерри, Стейси Джексс

Следующие песни прозвучали в фильме в оригинале и не входят в официальный саундтрек:
- «I Remember You» — Skid Row
- «Everybody Wants Some!!» — Van Halen
- «Rock of Ages» — Def Leppard
- «Bringin' on the Heartbreak» — Def Leppard
- «Talk Dirty to Me» — Poison
- «No One Like You» — Scorpions
- «Cum on Feel the Noize» — Slade в перепевке Quiet Riot
- «Cherry Pie» — Warrant (расширенная версия)
- «Oh Sherrie» — Steve Perry

### Саундтрек
Саундтрек был выпущен 5 июня 2012 года. Он дебютировал на 15-й строчке хит-парада Billboard 200 и за третью неделю добрался до пятого места. Также он дебютировал на 1-м месте чарта Top Soundtracks. В США было продано 267,000 копий диска, и он стал вторым самым продаваемым саундтреком года. К маю 2013 года было продано 320,000 копий.
1. Tom Cruise — «Paradise City» (3:43) — оригинал Guns N' Roses — «Paradise City»
2. Julianne Hough, Diego Boneta, Russell Brand & Alec Baldwin — «Sister Christian / Just Like Paradise / Nothin' But a Good Time» (5:42) — оригинал Night Ranger — «Sister Christian» / David Lee Roth — «Just Like Paradise» / Poison — «Nothin' But a Good Time»
3. Diego Boneta, Alec Baldwin, Russell Brand & Julianne Hough — «Juke Box Hero / I Love Rock 'N' Roll» (2:23) — оригинал Foreigner — «Juke Box Hero» / The Arrows — «I Love Rock 'N' Roll»
4. Catherine Zeta-Jones — «Hit Me With Your Best Shot» (2:28) — оригинал Pat Benatar — «Hit Me With Your Best Shot»
5. Diego Boneta & Julianne Hough — «Waiting for a Girl Like You» (3:25) — оригинал Foreigner — «Waiting for a Girl Like You»
6. Julianne Hough & Diego Boneta — «More Than Words / Heaven» (3:08) — оригинал Extreme — «More Than Words» / Warrant — «Heaven»
7. Tom Cruise & Julianne Hough — «Wanted Dead or Alive» (4:20) — оригинал Bon Jovi — «Wanted Dead Or Alive»
8. Tom Cruise & Malin Akerman — «I Want to Know What Love Is» (3:32) — оригинал Foreigner — «I Want To Know What Love Is»
9. Diego Boneta — «I Wanna Rock» (2:26) — оригинал Twisted Sister — «I Wanna Rock»
10. Tom Cruise — «Pour Some Sugar On Me» (4:29) — оригинал Def Leppard — «Pour Some Sugar On Me»
11. Julianne Hough & Mary J. Blige — «Harden My Heart» (2:40) — оригинал Quarterflash — «Harden My Heart»
12. Mary J. Blige & Julianne Hough — «Shadows of the Night / Harden My Heart» (1:58) — оригинал Pat Benatar — «Shadows of the Night» / Quarterflash — «Harden My Heart»
13. Diego Boneta, Paul Giamatti, Julianne Hough, Mary J. Blige & Tom Cruise — «Here I Go Again» (3:07) — оригинал Whitesnake — «Here I Go Again»
14. Russell Brand & Alec Baldwin — «Can’t Fight This Feeling» (3:05) — оригинал REO Speedwagon — «Can’t Fight This Feeling»
15. Mary J. Blige, Constantine Maroulis & Julianne Hough — «Any Way You Want It» (2:32) — оригинал Journey — «Any Way You Want It»
16. Diego Boneta — «Undercover Love» (3:06)
17. Julianne Hough, Diego Boneta, Tom Cruise & Mary J. Blige — «Every Rose Has It’s Thorn» (2:57) — оригинал Poison — «Every Rose Has It’s Thorn»
18. Julianne Hough & Tom Cruise — «Rock You Like A Hurricane» (4:07) — оригинал Scorpions — «Rock You Like A Hurricane»
19. Russell Brand & Catherine Zeta-Jones — «We Built This City / We’re Not Gonna Take It» (2:18) — оригинал Starship — «We Built This City» / Twisted Sister — «We’re Not Gonna Take It»
20. Julianne Hough, Diego Boneta, Tom Cruise, Alec Baldwin, Russell Brand & Mary J. Blige — «Don’t Stop Believin'» (4:10) — оригинал Journey — «Don’t Stop Believin'»

## Оценка
Фильм получил довольно средние оценки, от смешанных до негативных; так, согласно сайту Rotten Tomatoes, рейтинг фильма составляет 42 % на основе 228 рецензий. Вывод критиков гласит, что излишняя глупость почти компенсирует полную нелогичность фильма, однако он уж слишком пресный и затянутый, чтобы оправдать своё появление на большом экране.
Тем не менее большинство критиков высоко оценило игру Тома Круза в роли Стейси Джексса. Например, критик Питер Трэверс из журнала Rolling Stone написал: «Рок на века довольно хороший фильм, несмотря на ужасный сценарий, слабых главных персонажей и ужасные парики, в основном благодаря выдуманному глэм-рокеру Стейси Джекссу в исполнении Тома Круза».

### Сборы
За первые выходные в кинотеатрах фильм собрал $14 437 269 и оказался на третьем месте после лидеров прошлой недели — «Мадагаскара 3» и «Прометея». Кассовые сборы фильма были несколько больше, чем у другой новинки, «Папа-досвидос».
Тем не менее в итоге фильм провалился в прокате, собрав $38 518 613 в США и $20 900 000 по всему миру, что вместе составило $59 418 613. Таким образом, фильм не смог окупить свой бюджет в $75 миллионов.

### Издание на цифровых носителях
Фильм вышел на DVD и Blu-ray 9 октября 2012 года. Расширенная версия доступна на Blu-ray диске, однако существует двухдисковое DVD издание с расширенной версией продолжительностью 2 часа 16 минут.
Расширенная версия включает в себя 13 дополнительных минут фильма, в которые входит номер с песней «Rock You Like a Hurricane», вырезанный из театральной версии, ещё больше пикантного юмора от Рассела Бренда и несколько дополнительных куплетов в песне «Waiting for a Girl (Boy) Like You».